# Magalhães Bastos
Magalhães Bastos és un barri de la Zona Oest del municipi de Rio de Janeiro.
El barri de Magalhães Bastos forma part de la regió administrativa de Realengo. Els barris integrants de la regió administrativa són: Campo dos Afonsos, Deodoro, Jardim Sulacap, Magalhães Bastos, Realengo i Vila Militar i limita amb els barris de Realengo, Vila Militar i Jardim Sulacap.
El seu IDH, l'any 2000, era de 0,802, el 92è millor del municipi de Rio de Janeiro.

## Història
Magalhães Bastos, en els seus 2.000 km², es remunta a l'expropiació de la Hisenda Sapopemba a mitjans de 1907, en el govern del President de la Republica Afonso Pena després de la reorganització de l'Exèrcit feta per Mariscal Hermes de la Fonseca, llavors Ministre de la Guerra. Sapopemba era una localitat que pertanyia a Irajá, amb una població aproximada a l'època de 14.400 habitants, segons el cens de 1890. L'agricultura era considerada com la més important del Districte Federal. Les terres de la Hisenda de Sapopemba pertanyien al Comte Sebastião del Pinho.
Magalhães Bastos té origen en homenatge al Tinent Coronel Antônio Leite Magalhães Bastos, que va néixer a Pernambuco el 2 de setembre de 1873. El 1907 va ser nomenat membre de la comissió d'instal·lació de Vila Militar, tenia com a missió la construcció de casernes, residències, de la xarxa ferroviària i de les estacions de la regió. El 28 de setembre de 1919, el general Alberto Cardoso de Aguiar, al deixar el càrrec de Ministre de la Guerra, va elogiar la intel·ligència, lleialtat i capacitat tècnica i disposició urbanística de l'oficial i, el dia 6 de novembre de 1919, va assumir el comandament del 1er Batalló d'Enginyeria que estava localitzat en Realengo (Carretera Reial de Santa Cruz) en un vell edifici, il·luminada per energia elèctrica en l'època. Magalhães Bastos va morir el 27 d'agost de 1920.
El pioner de la fundació va ser Manoel Guina, portuguès, mestre d'obres, va venir de São Paulo atret per l'oportunitat d'ocupació en la capital del Brasil, per a treballar en la construcció de Vila-Militar, obra aquesta ordenada pel Mariscal Hermes. La disposició de criar arrels en aquell espai urbà de la llavors capital del país, ja que en aquella època gairebé no hi havia a Rio de Janeiro mà d'obra prou qualificada. Abans d'anomenar-se Magalhães Bastos, el lloc era conegut com a "Fazena das Mangueiras" i posteriorment, "Vila São José". Després de la Segona Guerra Mundial el barri va passar a dir-se Magalhães Bastos.
Diversos carrers del barri van ser batejats en homenatge a militars, com la carretera General Canrobert da Costa, nascut a Rio de Janeiro el 1895 en la llavors capital Federal, on va ser Ministre de la Guerra (interí) en el Govern de Getulio Dornelles Vargas. Altres carrers del barri van ser batejades amb noms de militars, com Carrer Coronel Valença, Carrer Tinent Coronel Cunha, Carrer Capità Cader Matori, Carretera Marechal Fontenelle i Carretera Marechal Malett.